# Christmas Through Your Eyes (album Gloria Estefan)
Christmas Through Your Eyes è un album  della cantante Gloria Estefan, pubblicato nel 1993 su etichetta Epic Records/Sony BMG. Per l'artista si trattò del primo album natalizio pubblicato in carriera.
L'album, prodotto da Phil Ramone e che prende il nome dall'omonimo brano della Estefan (brano scritto dalla stessa Groria Estefan insieme a Diane Warren e pubblicato anche come singolo nel 1989 e nel 1992), contiene in tutto 11 brani. Tra questi, figurano vari "classici" della stagione natalizia quali Silent Night, Auld Lang Syne, Silver Bells, Have Yourself a Merry Little Christmas, ecc.
L'album è stato ripubblicato nel 2007.

## Tracce
1. Overture: Silver Bells
2. The Christmas Song (Chestnuts Roasting on an Open Fire)
3. Have Yourself a Merry Little Christmas
4. Let It Snow, Let It Snow, Let It Snow
5. This Christmas
6. I'll Be Home for Christmas
7. White Christmas
8. Silent Night
9. Christmas Through Your Eyes
10. Arbolito de Navidad
11. Christmas Auld Lang Syne

## Classifiche
| Classifica (1993) | Posizione raggiunta |
| ----------------- | ------------------- |
| Stati Uniti       | 43                  |